# 擬大虎頭蜂
是虎頭蜂屬中的物種，廣泛分佈於亞洲。

## 分类
该物种无公认的亚种，至少有两个已命名的物种被视为其同物异名。

## 描述
三齿胡蜂的体色与花纹各异。在东南亚通常为黑色，腹部末端（第六节）具有黄色斑纹。新加坡的三齿胡蜂体色略浅，头部和前胸背板为红色或棕色。亚热带、高山或温带地区的个体头部呈黄色。在与金环胡蜂共存的区域，两物种的体色与花纹往往趋于相似。

## 分布
三齿胡蜂是分布最广的胡蜂之一，可见于温带地区的日本、俄罗斯、韩国等地，也广泛分布于中国大陆和台湾，以及新加坡、印尼等热带地区。

## 行为
三齿胡蜂是典型的树栖胡蜂。其巢通常建于距地面6至10英尺（约1.8至3米）处，低于黄腰胡蜂与墨胸胡蜂的筑巢高度。蜂巢外壳通常颜色较深，质地坚实，表面呈粗糙的瓦片状重叠图案，带有显眼的大型圆形重叠结构。在温带地区，该种蜂巢通常仅略呈椭圆形，蜂群规模也较小；而在热带地区，蜂巢则可发育至较大的规模。和其他胡蜂一样，三齿胡蜂的筑巢行为受自然生态的显著影响。例如在日本，三齿胡蜂营建中的巢就常常因强风或强降水等恶劣天气而毁坏，而初期创始蜂王也会因此死亡，进而导致筑巢失败。
其食性与其他东南亚胡蜂种类相似，捕食蝴蝶、蜜蜂与蜻蜓。然而与东南亚部分胡蜂不同的是，三齿胡蜂不以动物尸体或人类遗留的食物为食。

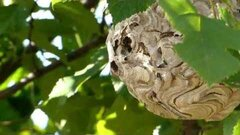
三齿胡蜂的巢

三齿胡蜂通常被认为是攻击性最弱的胡蜂之一。但在日本，由于三齿胡蜂数量庞大且喜欢在人类居住地附近筑巢，因此常常发生三齿胡蜂攻击人的事件。

## 生命周期
三齿胡蜂的群体生命周期相对较长。曾有工蜂在1月初仍在外出觅食的记录，这说明此时巢中尚有发育中的幼蜂或新蜂王存在。